# Het Boerka Complot
Het Boerka Complot is het 105de stripverhaal van De Kiekeboes. De reeks wordt getekend door striptekenaar Merho. Het album verscheen in mei 2005.

## Verhaal
Marcel Kiekeboe krijgt van Firmin Van de Kasseien de opdracht om een paars potje te gaan stelen uit een speciale koelkast in het chemisch bedrijf BIOXIN. Van de Kasseien heeft het potje nodig om indruk te maken op Insha Lah, een Arabisch meisje op wie hij een oogje heeft. Wat Marcel en Firmin niet weten, is dat het potje een aantal wormen bevat: de Vermis Auribus Exstantibus of flapoorworm. Deze wormen kweken enorm snel en zijn resistent aan allerlei klimatologische omstandigheden en aan alle soorten gif. De terreurorganisatie Allet-Quade wil via de flapoorworm een virus verspreiden, die de hele Amerikaanse en Europese bevolking kan uitroeien. Op het einde blijkt echter dat de wormen niet tegen luide geluiden kunnen.

## Trivia
- Het chemisch bedrijf Bioxin is een woordspeling op biologie en dioxine.
- Insha Lah is een woordspeling op insjallah, een Arabische gelukwens.
- De terreurorganisatie Allet-Quade is een woordspeling op "al het kwade" en "Al Qaida"
- Het schilderij dat Marcel krijgt van Firmin Van de Kasseien is een verwijzing naar De Schreeuw van Edvard Munch. Op 22 augustus 2004 werd een van de vier schilderijen die er van gemaakt zijn, gestolen. Het album kwam uit in 2005 tijdens de periode waarin het nog gestolen was. Dit is vermoedelijk een grap die Merho erin verwerkt heeft.
- In het verhaal doen Schnabs en Schnabbel terug hun intrede. Zie De Himbagodin.
- "Haldi Bazaahr", vrij vertaald naar het Nederlands betekent Al die bazaar of Al die rommel.
- Op strook 22 wil Van de Kasseien met Marcel afspreken in het "Broek Rock Café", een woordspeling op Hard Rock Café.
- "Edmond Vontoe" is een woordspeling op de Mont Ventoux.
- "Ben Lather Zath", vrij vertaald naar het Nederlands betekent Ik ben ladderzat.
- Als Marcel achtervolgd wordt op strook 35 zien we op de achtergrond enkele woordspelingen zoals: "Dieetvoeding De Magere Troost" en "Steakhouse De Vleselijke lusten".
- Op strook 69 verwijst Merho naar een vooraanstaande geneticus "Bo Clootsaet". Dit is natuurlijk een woordspeling op de Belgische uroloog Bo Coolsaet.
- Wanneer Kiekeboe in een cd-winkel vlucht zijn er vaak altijd dezelfde personen te zien die ook op de cd-hoesjes staan.